# Rakov Škocjan

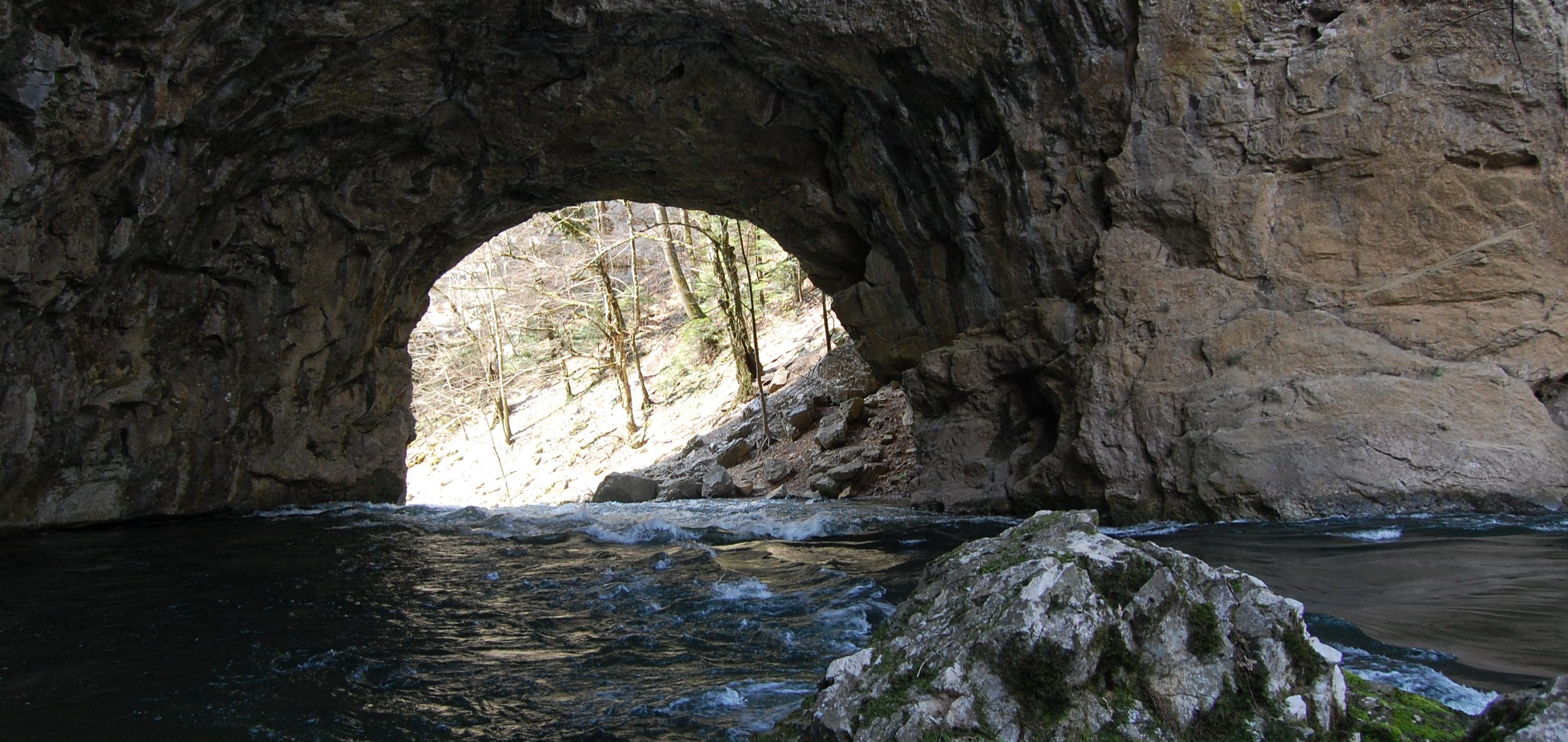
Kleine Brücke

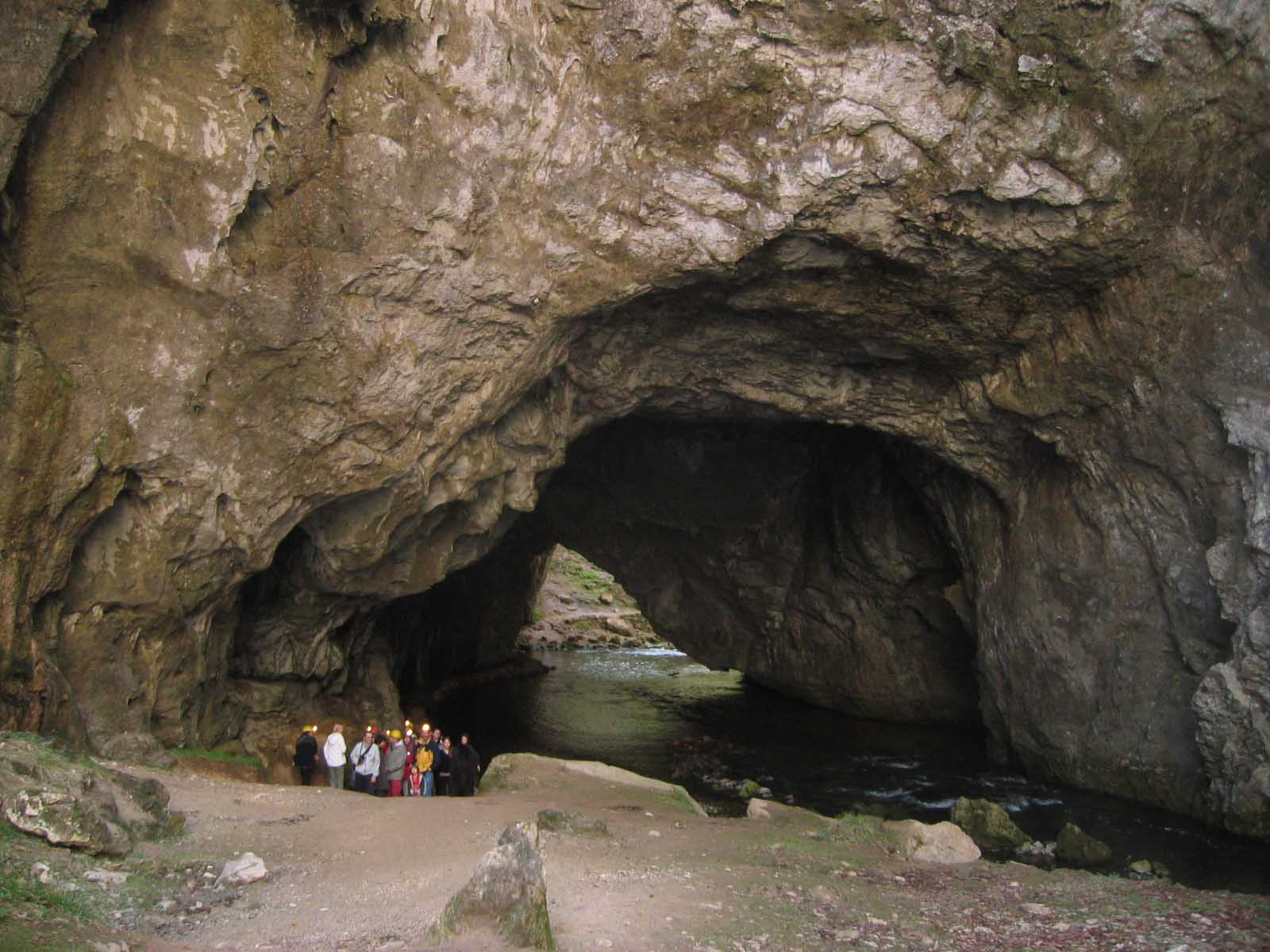
Große Brücke

Rakov Škocjan ist ein 2,5 Kilometer langes Tal und seit 1949 Naturreservat in Innerkrain nahe der slowenischen Stadt Cerknica und südlich des Dorfes Rakek. Der aus den Zelške jame (Selzach-Höhlen) kommende Bach Rak hat in kreidezeitlichen Kalksteineinheiten Aushöhlungen mit seinem unterirdischen Lauf erzeugt. Später brach ein Teil dieses Verlaufes zusammen und hinterließ eine Schlucht. Zwei kurze Höhlenabschnitte blieben bestehen und bilden seither natürliche „Brücken“ als einzelne Karstgebilde: die kleine und die große Naturbrücke, die etwa 2 Kilometer voneinander entfernt liegen. Diese zwei Durchbrüche erscheinen als der Ein- und Ausgang einer Karsthöhle, die auf dieser Strecke zusammengestürzt ist und als solche den Eindruck von „Brücken“ erzeugen. Am Ende der Schlucht verschwindet der Fluss in der Tkalca jama (Weberhöhle).
Die kleine „Brücke“ erreicht als Felsenelement eine Höhe von 42 Meter und die große von 37 Meter.
Die Weberhöhle diente 1964 als Standort bei der Verfilmung von Winnetou 2. Teil.